# Pierre Viaud
Pierre Viaud est un marin français (1725- ?). Le récit de ses aventures paraît à Bordeaux en 1768, sous le titre Naufrage et aventures de M. Pierre Viaud, natif de Bordeaux, capitaine de navire, histoire véritable, vérifiée sur l'attestation de M. Sevettenham, commandant du fort St. Marc des Appalaches. Il en est rendu compte sous forme de résumé dans le Journal Encyclopédique de 1770. Souvent réimprimé dans différents pays et devenu un succès de librairie, le texte suscite rapidement des doutes sur son authenticité.

## L’aventure de Pierre Viaud

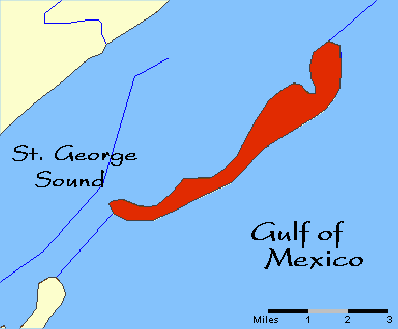
Dog Island, Florida.

Le brigantin Le Tigre, parti de Saint-Domingue vers la Louisiane, commandé par le capitaine Lacouture, avec comme second Pierre Viaud, fait naufrage le 16 février 1766 sur une ligne de brisants à proximité de l’île aux Chiens (Dog island), sur la côte de Floride. Dans cet îlot désert et stérile, les naufragés peinent à survire. Un indien de Saint-Marc des Appalaches, qui prétend les sauver, les promène d’île en île et les abandonne après les avoir dévalisés. Ils demeurent insulaires et perdus du 12 mars au 19 avril 1766. Ils se nourrissent de racines et de coquillages. Le capitaine et un membre de l’équipage meurent. Viaud construit un radeau et s’embarque vers le continent avec la femme du capitaine, son fils et un esclave noir. Après douze heures pénibles de traversée, ils touchent terre. Ils cherchent, en suivant la côte, à gagner Saint-Marc des Appalaches. Leur marche sur la côte déserte est difficile. Ils doivent lutter contre les bêtes féroces et les moustiques. Pour survivre, Pierre Viaud décide de tuer et de manger son esclave, avec cet argument : « Il était à moi. Je l’avais acheté pour me servir ; quel plus grand service pouvait-il jamais me rendre ! ». Un navire britannique, parti à leur recherche, les retrouve sur le rivage à demi morts et réussit à les sauver. L’aventure a duré 81 jours.

## Le succès du livre
Le livre est d'abord édité à Bordeaux en 1770 et 1772, en même temps qu'à Paris (1770 et 1780). Il est traduit et publié dans toute l'Europe (Angleterre, Italie, Suisse) jusqu'en Finlande et en Amérique. Il figure au tome XII de la collection des Voyages imaginaires, songes, visions et romans cabalistiques  éditée par Charles-Georges-Thomas Garnier, avec l'avertissement suivant de l'éditeur : « quelques personnes seront surprises de trouver cette relation dans un recueil destiné à de pures fictions [...] Nous ne pensons nullement à révoquer en doute l'existence de M. Viaud non plus que la réalité des aventures douloureuses dont il nous a transmis le récit quoique ces aventures soient accompagnées de circonstances si extraordinaires qu'elles sembleraient avoir été imaginées à plaisir. »  

## Les doutes sur l’authenticité du récit
Différents éléments font rapidement douter de l’authenticité du récit. Pierre Viaud, est présenté comme « natif de Bordeaux » dans la première édition de 1770 , puis « natif de Rochefort » dans les éditions suivantes. Dans l’introduction, l’éditeur avoue un travail de réécriture des aventures de Pierre Viaud : « C'est lui-même qui les a écrites; on n'y a changé que quelques mots & quelques expressions en faveur de ces lecteurs difficiles auxquels le style simple & souvent grossier d'un Marin aurait pu déplaire mais on a conservé précieusement ses idées, ses réflexions, & autant qu'il a été possible, sa manière de les rendre...». L’ouvrage, qui était déjà paru en 1768 sous le titre « Effets des passions, ou Mémoires de M. de Floricourt » et sous la signature de Jean-Gaspard Dubois-Fontanelle, journaliste, homme de lettres, auteur dramatique et traducteur français, lui est attribué, et le récit est considéré comme imaginaire. En 1902, Henri de Régnier, qui en rend compte dans un article intitulé «Viaud et Loti», le tient pour une «supercherie».

## Le capitaine Pierre Viaud
Selon les travaux du professeur américain F. A. Fabel, l’existence du capitaine Pierre Viaud est cependant attestée par les archives de la Charente-maritime. Né à Saint-Nazaire, le 16 septembre 1725, Pierre Viaud a commencé à voyager à 16 ans. On le retrouve sur de nombreux navires ( La Profonde, La Gironde, L’Ajée, L’Alcion, L’Hirondelle...). En 1751, à 26 ans, il est sous-lieutenant sur le vaisseau du Roi Le Zéphir. En octobre 1761, il obtient son brevet de capitaine de navire à l’Amirauté de Marennes.

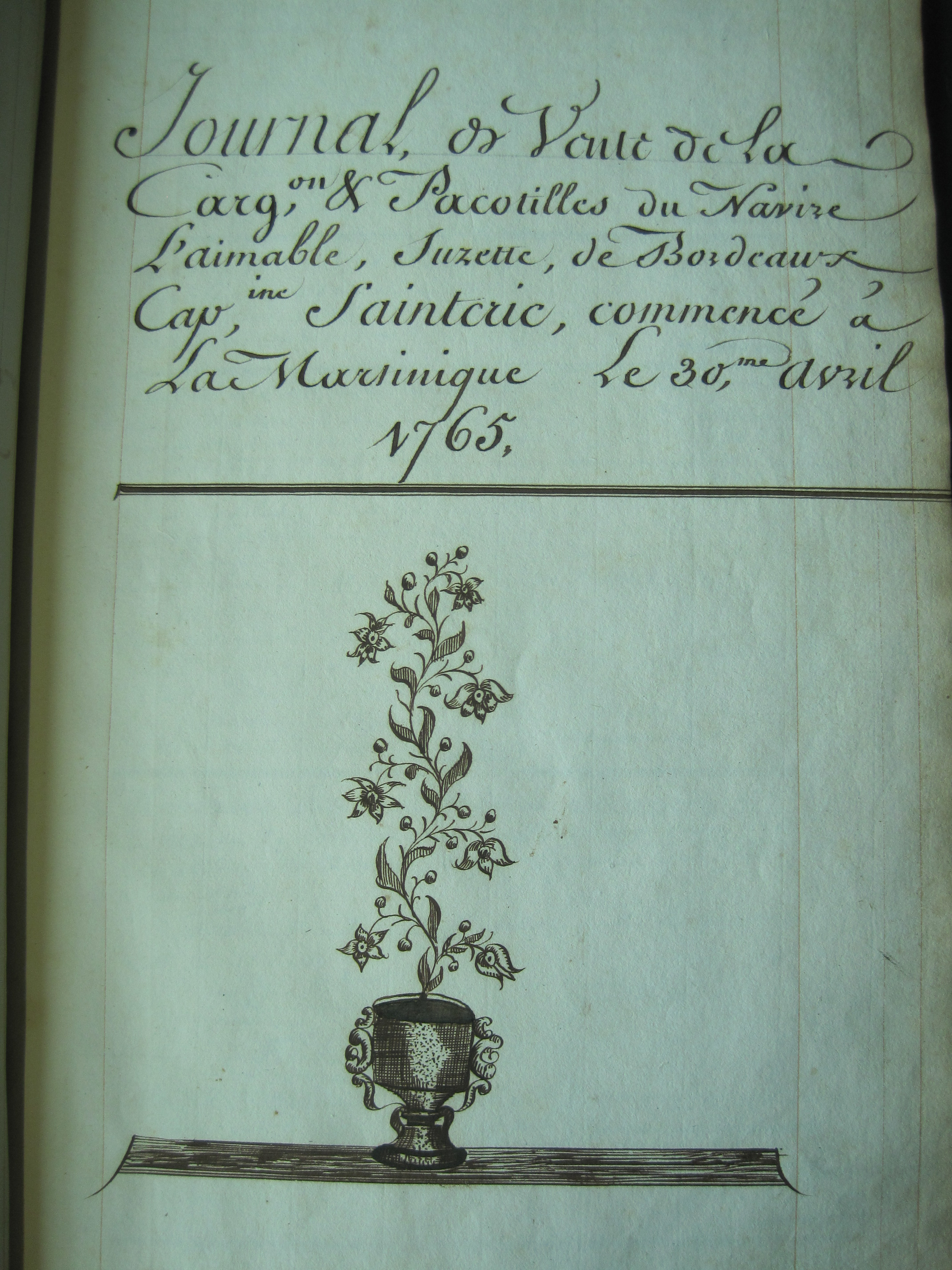
Journal du navire l'Aimable Suzette, armée par Brossard, pour une expédition en droiture consistant à y faire commerce de vin, d’huile, farine, beurre, jambon, savon et de « pacotille », composée, entre autres, de toiles, souliers, chapeaux, assiettes et tabac (page de garde, 1765)

Selon les archives de la maison Schröder et Schyler, qui pratique à Bordeaux le négoce en vins depuis 1739, c’est comme second du capitaine Saincric  qu’il appareille, début 1765, du port de Bordeaux pour Saint-Domingue, à bord de L'Aimable Suzette, armée par Brossard, pour une expédition en droiture consistant à y faire commerce de vin, d’huile, farine, beurre, jambon, savon et de « pacotille », composée, entre autres, de toiles, souliers, chapeaux, assiettes et tabac.

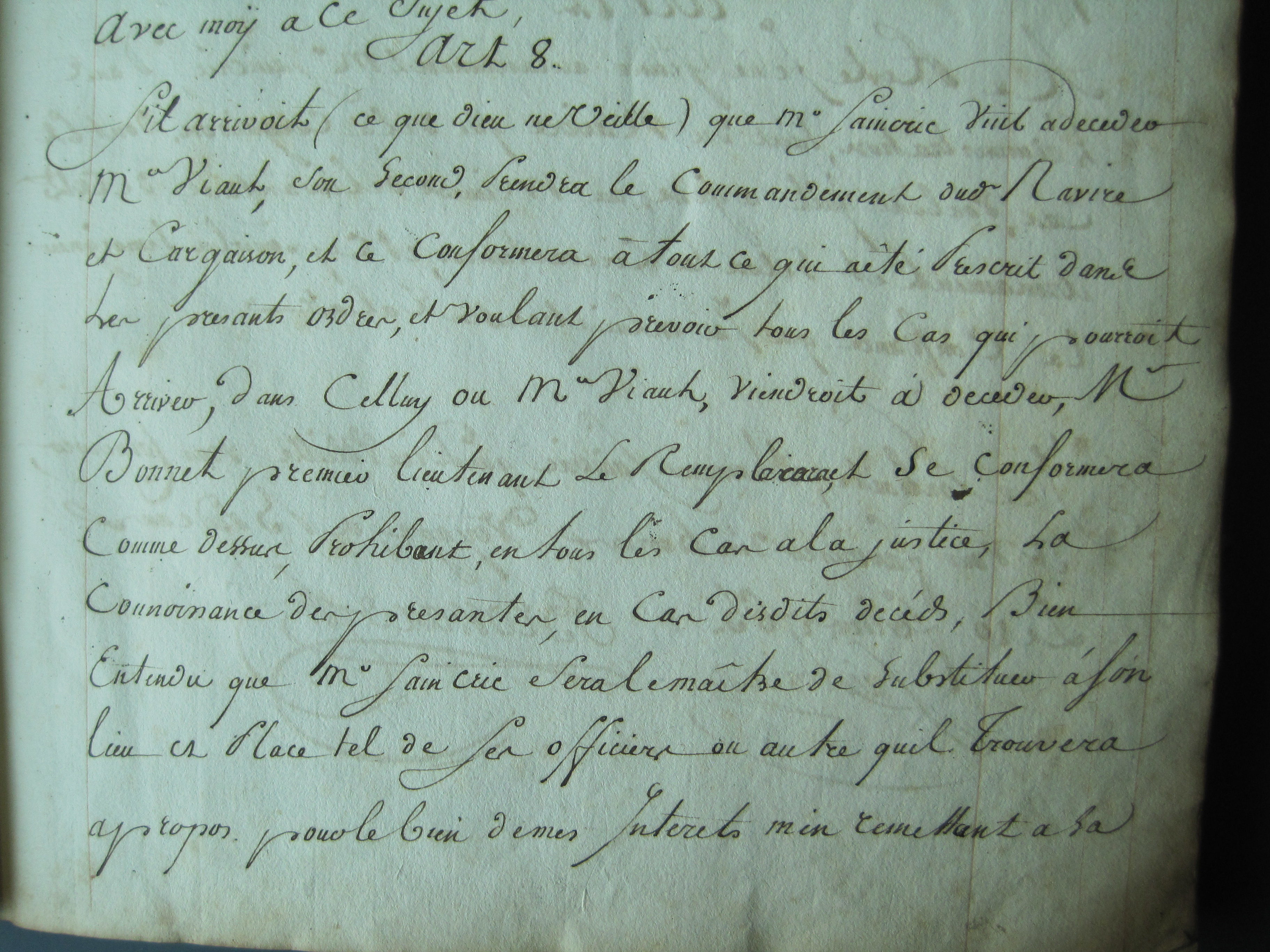
Journal de l'Aimable Suzette, extrait mentionnant Viaud

Tombé malade, Pierre Viaud ne peut quitter l'île sur L'Aimable Suzette pour rentrer à Bordeaux. Rétabli, il affrète pour la Louisiane un autre navire, Le Tigre. Le naufrage du Tigre est attesté dans les archives de James Grant, gouverneur de la Floride de l’est, par une lettre du 5 août 1766 au Ministère du Commerce à Londres et par des lettres du commandant du Fort St Mark, George York Swettenham, lieutenant irlandais du 9e régiment d’infanterie, qui avait aidé Viaud et par le témoignage de l'enseigne James Wright.
La date du décès de Pierre Viaud est inconnue. Robin F.A. Fabel relève dans l'Année littéraire 7 de 1769 la mention que la santé de Viaud s'améliorait. Il en conclut que ses épreuves l'avaient gravement affecté, son décès étant peut-être intervenu dans un temps voisin de la publication de son livre
C’est donc, comme il était fréquent au XVIIIe siècle, sur la base d’une aventure vécue que Dubois-Fontanelle a probablement composé un récit enjolivé pour assurer, auprès d’un vaste public, le succès d'une publication basée sur des faits réels.